# Historia del uniforme de la Società Sportiva Calcio Napoli

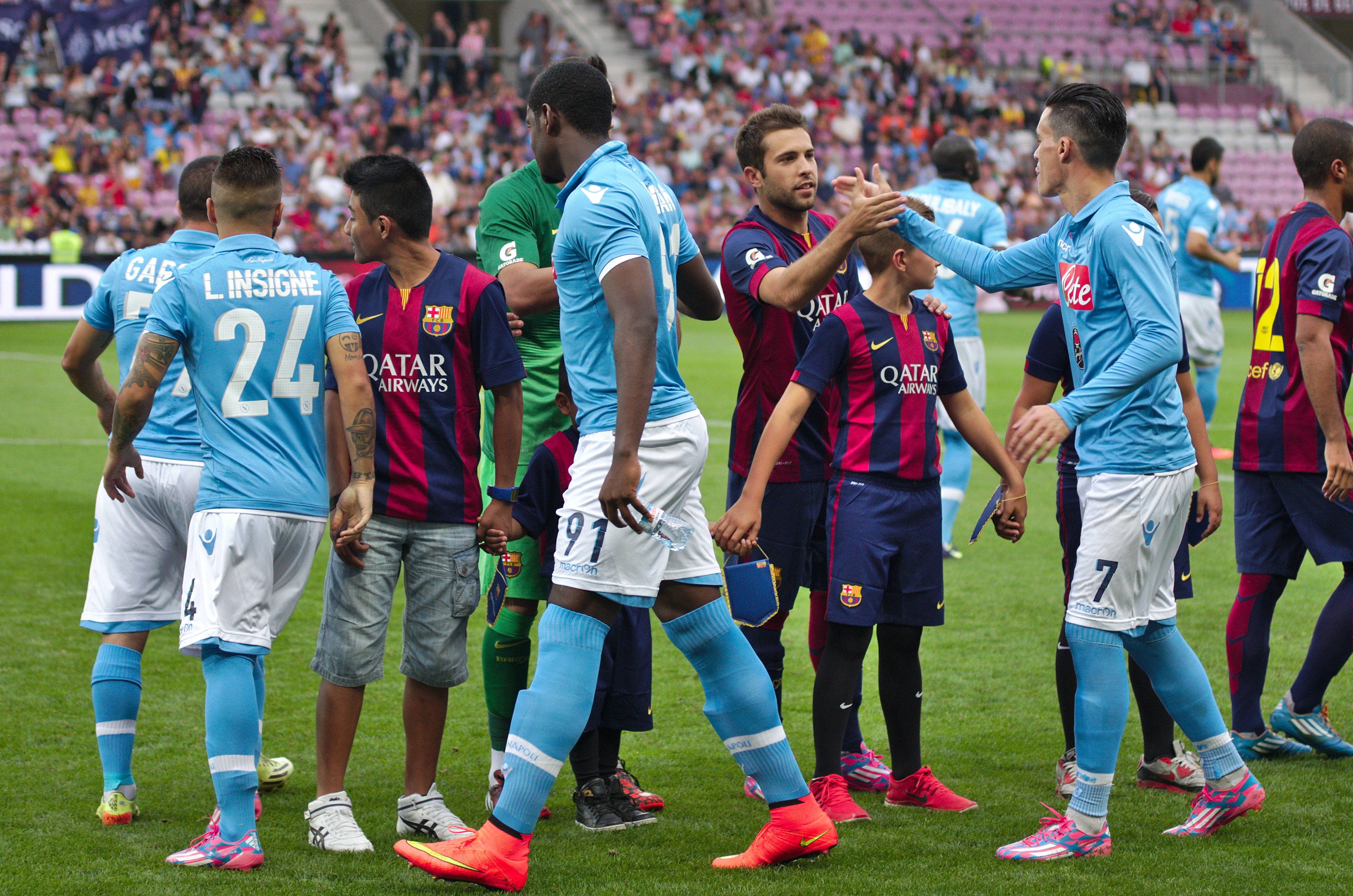
Los colores tradicionales del uniforme titular del Napoli: camiseta y medias azul claro y pantalón blanco.

El uniforme de la Società Sportiva Calcio Napoli es el utilizado por los jugadores del club de fútbol italiano S. S. C. Napoli tanto en competencias nacionales como internacionales.
La indumentaria titular histórica usada por el club consta de camiseta azul claro, pantalón blanco y medias azul claro.

## Historia
La entidad futbolística "antepasada" del actual S. S. C. Napoli, el Naples Foot-Ball & Cricket Club, fundado en 1904 por ingleses e italianos en la ciudad de Nápoles, usaba una camiseta a rayas verticales azul mar y celestes. En 1911 los miembros napolitanos se escindieron de los ingleses, fundando el Unione Sportiva Internazionale Napoli, y eligieron el azul noche como color para el nuevo club. En 1921, por problemas financieros, los equipos se vieron obligados a unirse de nuevo llamándose Foot-Ball Club Internazionale-Naples, más conocido como FBC Internaples; el color de este conjunto fue el azul cielo.

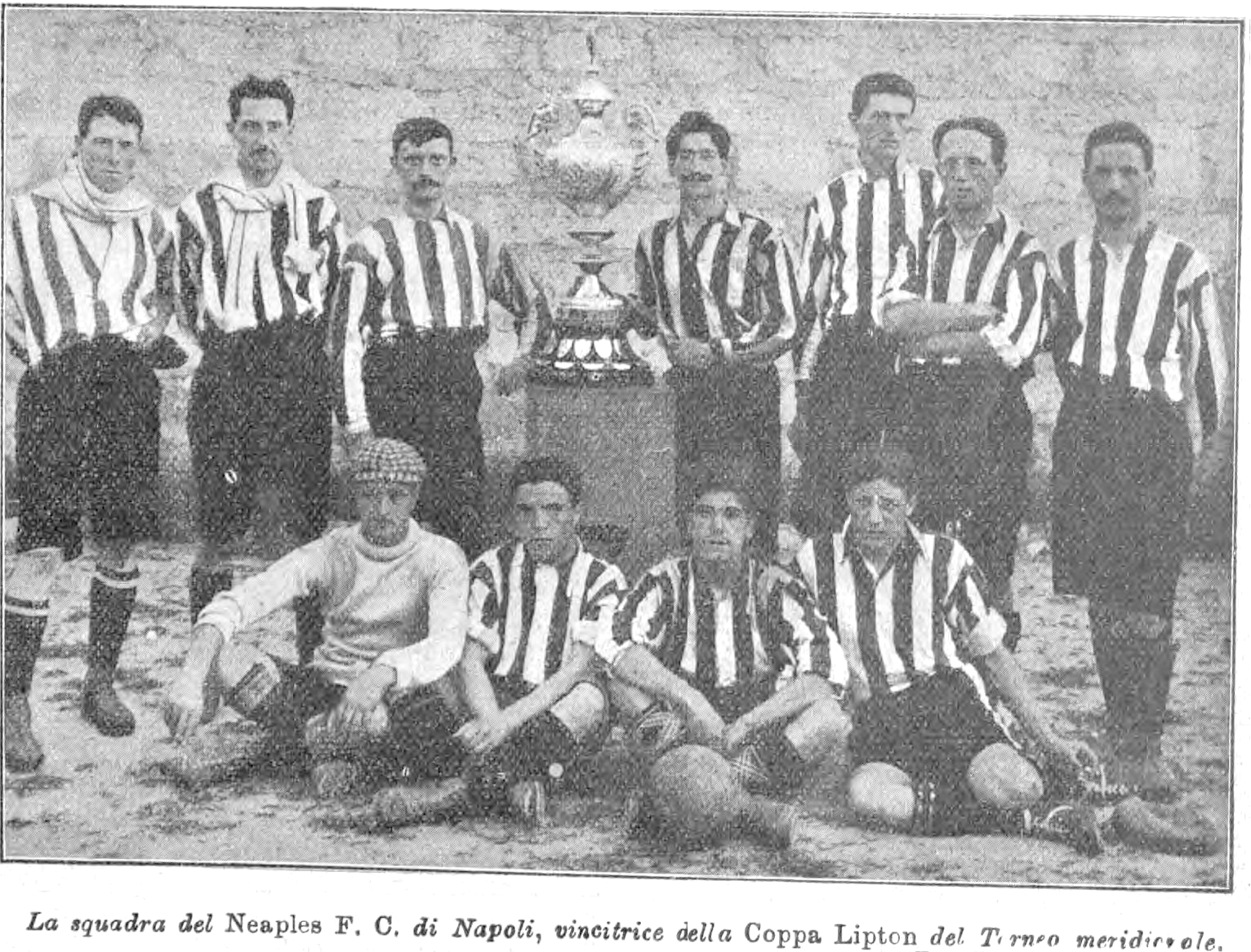
El Naples F. B. C., ganador de la Copa Lipton en 1909. Su equipación consistía en una camiseta de rayas azules y celestes, pantalón y calcetines negros.

El 1 de agosto de 1926 el nombre del club fue cambiado a Associazione Calcio Napoli, siendo presidente Giorgio Ascarelli; esta se considera la fecha de la fundación del actual Società Sportiva Calcio Napoli, que asumió el nombre vigente en el año 1964. El azul cielo del Internaples fue confirmado como color del club y, desde entonces, la primera equipación del Napoli siempre ha estado compuesta por camiseta azul claro y pantalón blanco. Por eso los napolitanos son apodados azzurri, al igual que los jugadores de la Selección italiana, aunque se trata de un azul más claro tendente al celeste. Hasta los primeros años 1980, las camisetas llevaban generalmente un cuello tipo polo o en V blanco, y orillas del mismo color.

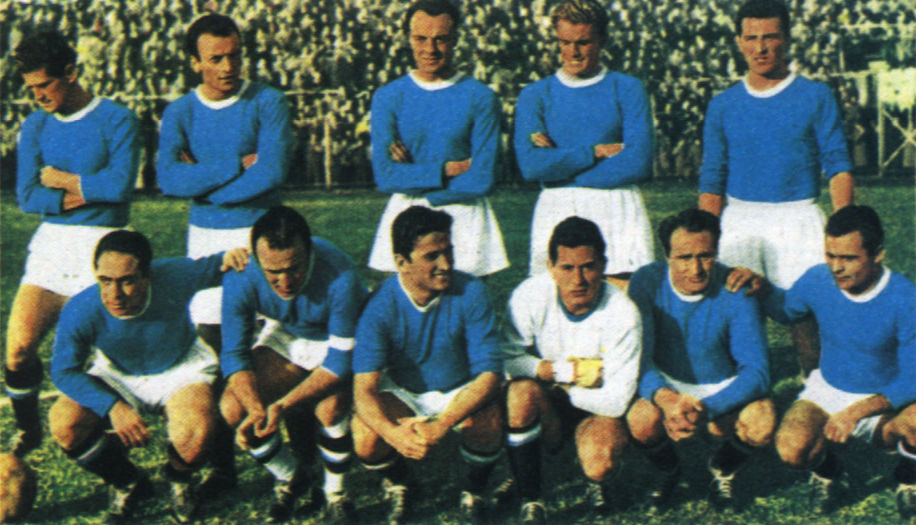
El uniforme del Napoli en la temporada 1953–54.

Sin embargo, hay dos excepciones. En la temporada 1964/65 el presidente Roberto Fiore, para propiciar la buena suerte, decidió utilizar como primera equipación el uniforme alternativo, es decir una camiseta blanca con una banda azul cayendo de forma oblicua de izquierda a derecha. En cambio, durante la temporada 2002/03 fue utilizada un uniforme con camiseta de rayas verticales blancas y azules, al estilo de la Argentina, con pantalón azul, medias blancas y números negros.

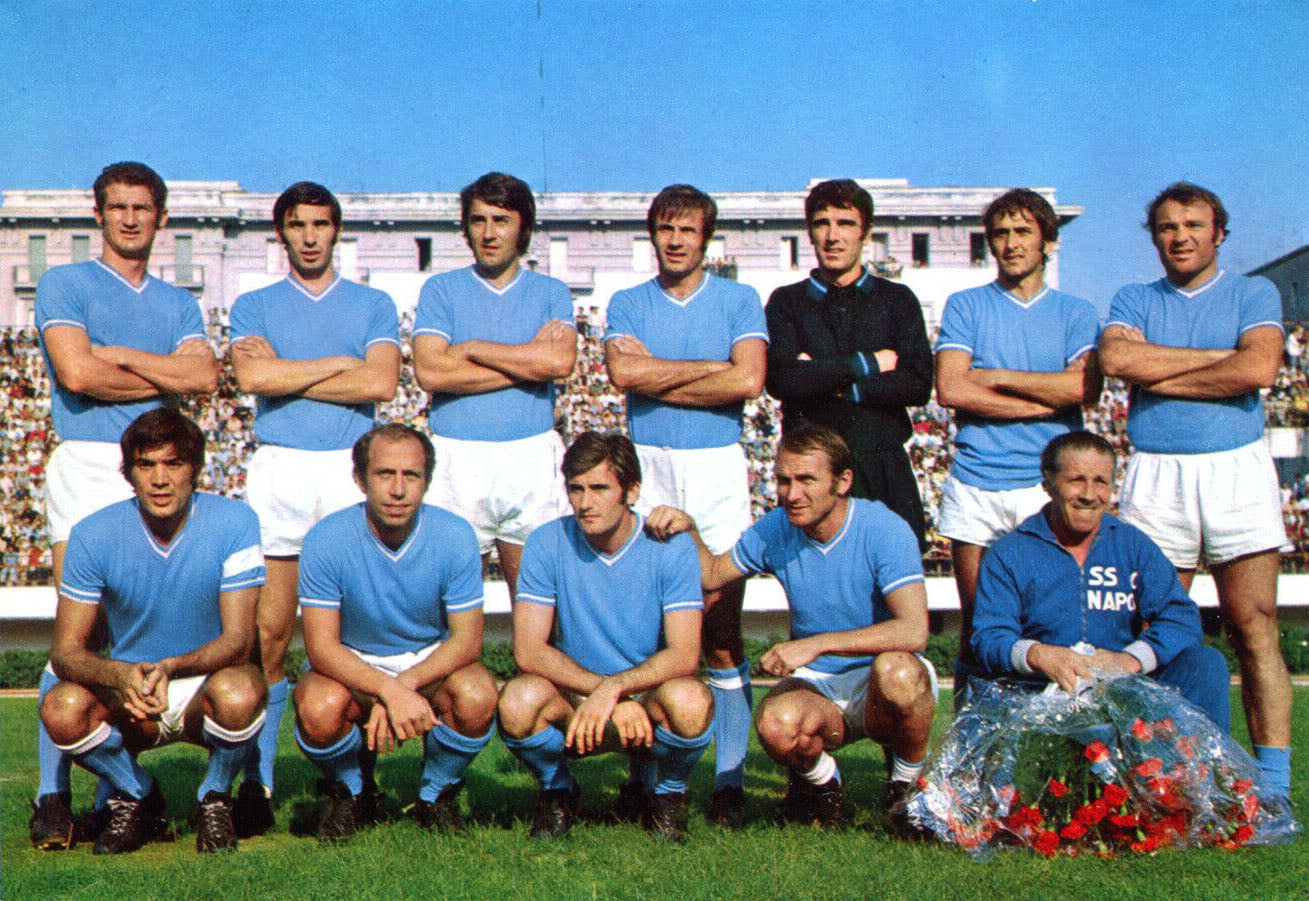
Equipación de la temporada 1970–71.

La indumentaria alternativa ha tenido una gran variedad de colores, sobre todo en los últimos años. En el pasado, la vestimenta suplente del Napoli generalmente consistía en los colores tradicionales del club invertidos, con la camiseta blanca y el pantalón azul claro. Otros colores muy utilizados en la segunda o tercera equipación son el rojo y el azul noche. El rojo en dos ocasiones (temporadas 1982/83 y 2009/10) fue combinado con el amarillo para formar los colores de la ciudad de Nápoles. En la temporada 2013/14 el diseño del segundo uniforme estaba inspirado en el camuflaje militar. Muy peculiar fue también la vestimenta suplente con efecto denim de la temporada siguiente.

## Evolución del uniforme

### Clubes anteriores
| Naples FBC (1904) | Internazionale Napoli (1911) | Internaples (1922) |

### Uniforme titular
| 1926-27 | 1927-28 | 1928-30 | 1930-32     | 1932-36 | 1936-37   | 1937-39 | 1939-44 | 1944-45 |
| 1945-46 | 1946-47 | 1947-48 | 1948-49     | 1949-50 | 1950-51   | 1951-52 | 1952-55 | 1955-60 |
| 1960-61 | 1961-62 | 1962-63 | 1963-67 (*) | 1967-68 | 1968-70   | 1970-76 | 1976-77 | 1977-78 |
| 1978-80 | 1980-82 | 1982-83 | 1983-85     | 1985-87 | 1987-88   | 1988-90 | 1990-91 | 1991-93 |
| 1993-94 | 1994-96 | 1996-97 | 1997-98     | 1998-99 | 1999-2000 | 2000-01 | 2001-02 | 2002-03 |
| 2003-04 | 2004-05 | 2005-06 | 2006-07     | 2007-08 | 2008-09   | 2009-10 | 2010-11 | 2011-12 |
| 2012-13 | 2013-14 | 2014-15 | 2015-16     | 2016-17 | 2017-18   | 2018-19 | 2019-20 | 2020-21 |
| 2021-22 | 2022-23 | 2023-24 | 2024-25     | 2025-26 |           |         |         |         |

- (*) Oficialmente era el uniforme titular, pero de facto fue utilizada como equipación alternativa.

### Uniforme alternativo
| 1950-51 | 1951-52 | 1952-60 | 1960-61 | 1961-62 | 1962-63 | 1963-64 | 1964-67 (*) | 1967-68 |
| 1968-78 | 1978-80 | 1980-81 | 1981-82 | 1982-83 | 1983-84 | 1984-85 | 1985-86     | 1986-87 |
| 1987-88 | 1988-89 | 1989-90 | 1990-91 | 1991-94 | 1994-95 | 1995-96 | 1996-97     | 1997-98 |
| 1998-99 | 1999-00 | 2000-01 | 2001-02 | 2002-03 | 2003-04 | 2004-05 | 2005-06     | 2006-07 |
| 2007-08 | 2008-09 | 2009-10 | 2010-11 | 2011-12 | 2012-13 | 2013-14 | 2014-15     | 2015-16 |
| 2016-17 | 2017-18 | 2018-19 | 2019-20 | 2020-21 | 2021-22 | 2022-23 | 2023-24     | 2024-25 |
| 2025-26 |         |         |         |         |         |         |             |         |

- (*) Oficialmente era el uniforme de visitante, pero de facto fue utilizada como primera equipación.

### Tercer uniforme
| 1983-84 | 1986-87 | 1987-88 | 1988-89 | 1989-90 | 1990-91 | 1991-93 | 1993-94 | 1994-95 |
| 1995-96 | 1996-97 | 1997-98 | 1998-99 | 1999-00 | 2000-01 | 2001-02 | 2002-03 | 2003-04 |
| 2004-05 | 2005-06 | 2006-07 | 2007-08 | 2008-09 | 2009-10 | 2010-11 | 2011-12 | 2012-13 |
| 2013-14 | 2014-15 | 2015-16 | 2016-17 | 2017-18 | 2018-19 | 2019-20 | 2020-21 | 2021-22 |
| 2022-23 | 2023-24 | 2024-25 | 2025-26 |         |         |         |         |         |

### Cuarto uniforme
| 2005-06 | 2013-14 | 2016-17 | 2017-18 | 2019-20 | 2020-21 | 2021-22 |

### Copas europeas
| 1990-91 local | 2011-12 local   | 2014-15 local  | 2014-15 visitante | 2016-17 local   | 2018-19 local     | 2018-19 visitante | 2019-20 local | 2019-20 visitante |
| 2021-22 local | 2021-22 tercero | 2021-22 cuarta | 2022-23 visitante | 2022-23 tercero | 2023-24 visitante |                   |               |                   |

### Modelos especiales
| Supercopa de Italia 1990 | Final Copa Italia 2013-14 | Marcelo Burlon 20-21 | Halloween 2021 | Maradona Game"Blu" 21-22 | Maradona Game "Bianca" 21-22 | Maradona Game "Azzurra" 21-22 | Maradona Game "Rossa" 21-22 | Halloween Game 2022 |
| Natale 2022              | San Valentino 2023        | Partenope 2025       |                |                          |                              |                               |                             |                     |

### Proveedores y patrocinadores
| Período   | Proveedor                 | Patrocinador          |
| --------- | ------------------------- | --------------------- |
| 1978-1980 | Puma                      | Ninguno               |
| 1980–1981 |                           | Ninguno               |
| 1981–1982 | Snaidero                  |                       |
| 1982–1983 | Cirio                     |                       |
| 1983–1984 | Latte Berna               |                       |
| 1984–1985 | Linea Time                | Cirio                 |
| 1985–1988 |                           | Buitoni               |
| 1988–1991 | Mars                      |                       |
| 1991–1994 |                           | Voiello               |
| 1994–1996 |                           | Record Cucine         |
| 1996–1997 | Centrale Latte di Napoli  |                       |
| 1997–1999 |                           | Polenghi              |
| 1999–2000 | Birra Peroni              |                       |
| 2000–2003 | Birra Peroni              |                       |
| 2003–2004 |                           | Russo di Cicciano     |
| 2004–2005 |                           | Mandi                 |
| 2005-2006 | Lete                      |                       |
| 2006-2009 | Lete                      |                       |
| 2009-2011 | Lete                      |                       |
| 2011-2014 | Lete-MSC                  |                       |
| 2014-2015 | Lete-Pasta Garofalo       |                       |
| 2015–2016 | Lete-Pasta Garofalo       |                       |
| 2016-2019 | Lete-Pasta Garofalo-Kimbo |                       |
| 2019-2021 | Lete-MSC-Kimbo            |                       |
| 2021-2023 |                           | Lete-MSC-Amazon-Floki |
| 2023–2024 | MSC-eBay-UPbit            |                       |
| 2024–2026 | MSC-Sorgesana             |                       |

No fue hasta dos años antes de la década de 1980 cuando el club adoptó la incorporación del logo del proveedor en su uniforme; hasta entonces las firmas o fábricas deportivas que confeccionaban la vestimenta no se encontraban patentes ni a la vista. Desde la temporada 1981/82 apareció también el patrocinador principal del club.
En la temporada 2004/05, hasta el acuerdo con la empresa Mandi, las camisetas albergaron los títulos de algunas películas producidas por el presidente del Napoli Aurelio De Laurentiis: Sky Captain and the World of Tomorrow, Christmas in love y Manuale d'amore.